# Pedro López (beisbolista)
Pedro Michel López (nacido el 28 de abril de 1984 en Moca) es un shortstop dominicano que jugó en las Grandes Ligas de Béisbol cerca de tres temporadas de 2005 a 2007.

## Carrera

### Ligas menores
A los 16 años de edad, en el 2000, López fue firmado como amateur por los Medias Blancas de Chicago. En 2001, López fue enviado a los Arizona White Sox en la Liga de Arizona, una liga de profesional en el nivel de novatos. López bateó para .312, yéndose de 199-62 en 50 partidos. También se robó 12 bases y anotó 26 carreras.
López fue enviado a la Appalachian League, otra liga de novatos, en 2002, donde jugó para los Bristol White Sox. Elevó su promedio de bateo a .319, jugando en 63 partidos, bateando 83 hits, robando 22 bases y anotando 42 carreras.
En 2003, López fue enviado a la South Atlantic League, una liga Single-A, donde jugó para los Kannapolis Intimidators. Bateó para .264 en 109 juegos con 40 carreras anotadas y 24 bases robadas. En ese momento, López fue promovido a high-A con el equipo Winston-Salem Warthogs en la Liga de Carolina. Jugó sólo cuatro partidos con el equipo, y bateó 3 veces de 13 al bate.
López se quedó con los Winston-Salem Warthogs en 2004 y mostró gran mejoría en su bateo. Jugó en 111 partidos, acumulando 124 hits, anotando 62 carreras y robándose 12 bases. Hacia el final de la temporada, López fue promovido a Doble-A con los Birmingham Barons en la Southern League. Jugó los 7 partidos restantes de la temporada allí y se fue de 23-5 en su primera prueba en el béisbol de Doble-A.
Para la temporada de 2005, López comenzó de nuevo con los Birmingham Barons y decayó un poco su bateo, logrando sólo un promedio de .238. Independientemente de su actuación, los scouts vieron su potencial con 21 años de edad y jugando en Doble-A. Fue promovido a los Charlotte Knights en la International League. Bateó para .202, bateando 38 hits en 188 turnos al bate. Poco después, López fue promovido a las Grandes Ligas.
López comenzó la temporada 2007 con los Charlotte Knights, pero fue liberado posteriormente por el equipo. El 21 de mayo de 2007, fue seleccionado en waivers por los Rojos de Cincinnati. Fue enviado al equipo Triple-A afiliado a los Rojos, Louisville Bats.

### Grandes Ligas
López hizo su debut en Grandes Ligas el 1 de mayo de 2005, y jugó en dos juegos para los Medias Blancas de Chicago. Se fue de 7-2 con una carrera anotada y 2 remolcadas. El 8 de julio de 2007, fue llamado a los Rojos e hizo su debut con ellos el 14 de julio, yéndose de 3-0 contra los Mets de Nueva York.
El 26 de octubre de 2007, los Azulejos de Toronto reclamaron a López en waivers. Se convirtió  en agente libre al final de la temporada 2008 y firmó un contrato de ligas menores con los Piratas de Pittsburgh el 6 de enero de 2009.
El 13 de enero de 2010, López firmó un contrato de ligas menores con los Nacionales de Washington. Fue liberado posteriormente por los Nacionales el 6 de noviembre de ese mismo año.

## LIDOM
Fue la sexta selección de las Estrellas Orientales en el sorteo de novatos de la LIDOM
del año 2003-2004.
Actualmente es parte de la banca de los Leones del Escogido debido a su excelente defensa que lo ha ayudado a mantenerse jugando.